# First lady della Turchia
La First lady della Turchia (lingua turca: Türkiye Cumhuriyeti Başbayanı) è la moglie del presidente della Repubblica di Turchia. A oggi, dodici donne hanno ricoperto questo ruolo e l'attuale First lady, in carica dal 2014, è Emine Erdoğan, moglie del presidente Recep Tayyip Erdoğan.

## Elenco
| No. | Ritratto | Nome (data di nascita e morte) | Ufficio           | Ufficio        | Ufficio              | Presidente            | Note |
| No. | Ritratto | Nome (data di nascita e morte) | Inizio mandato    | Fine mandato   | Durata mandato       | Presidente            | Note |
| --- | -------- | ------------------------------ | ----------------- | -------------- | -------------------- | --------------------- | --- |
| 1   |          | Latife Uşaki (1898–1975)       | 29 ottobre 1923   | 5 agosto 1925  | 1 anno e 311 giorni  | Mustafa Kemal Atatürk | Suo marito divorziò da lei durante il suo secondo anno come presidente.                                                                                                |
| 2   |          | Mevhibe İnönü (1897–1992)      | 11 novembre 1938  | 27 maggio 1950 | 11 anni e 197 giorni | İsmet İnönü           | |
| 3   |          | Reşide Bayar (1886–1962)       | 22 maggio 1950    | 27 maggio 1960 | 10 anni e 5 giorni   | Celal Bayar           | |
| 4   |          | Melahat Gürsel (1900–1975)     | 27 maggio 1960    | 28 marzo 1966  | 5 anni e 305 giorni  | Cemal Gürsel          | |
| 5   |          | Atıfet Sunay (1903–2002)       | 28 marzo 1966     | 28 marzo 1973  | 7 anni e 0 giorni    | Cevdet Sunay          | |
| 6   |          | Emel Korutürk (1915–2013)      | 6 aprile 1973     | 6 aprile 1980  | 7 anni e 0 giorni    | Fahri Korutürk        | |
| 7   |          | Sekine Evren (1922–1982)       | 12 settembre 1980 | 3 marzo 1982   | 1 anno e 172 giorni  | Kenan Evren           | Si rifiutò di adempiere al ruolo di First lady, non riconoscendo il colpo di Stato che mise suo marito al potere, e morì durante il secondo anno della sua presidenza. |
| 8   |          | Semra Özal (n. 1934)           | 9 novembre 1989   | 17 aprile 1993 | 3 anni e 159 giorni  | Turgut Özal           | |
| 9   |          | Nazmiye Demirel (1927–2013)    | 16 maggio 1993    | 16 maggio 2000 | 7 anni e 0 giorni    | Süleyman Demirel      | |
| 10  |          | Semra Sezer (n. 1944)          | 16 maggio 2000    | 28 agosto 2007 | 7 anni e 135 giorni  | Ahmet Necdet Sezer    | |
| 11  |          | Hayrünnisa Gül (n. 1964)       | 28 agosto 2007    | 28 agosto 2014 | 7 anni e 0 giorni    | Abdullah Gül          | |
| 12  |          | Emine Erdoğan (n. 1955)        | 28 agosto 2014    | in carica      | 10 anni e 187 giorni | Recep Tayyip Erdoğan  | |